# Roda Antar

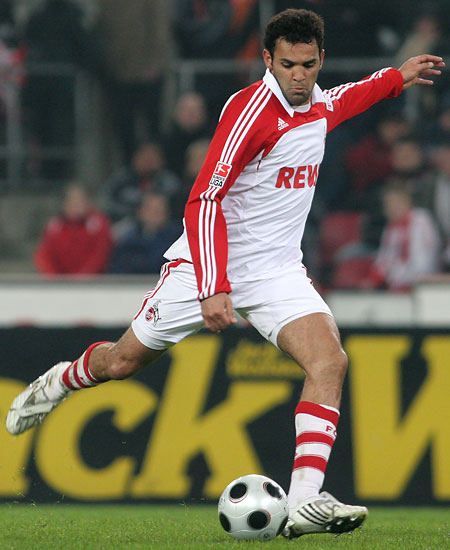
Antar con el 1. FC Köln en 2008

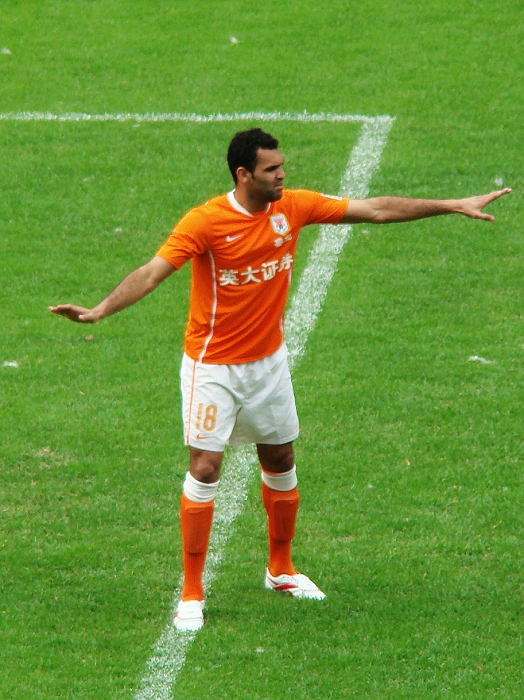
Antar con el Shandong Luneng Taishan en 2009

Roda Antar (en árabe: رضا عبد الحسن عنتر‎; Freetown, Sierra Leona; 12 de septiembre de 1980) es un exfutbolista y entrenador de fútbol de Líbano nacido en Sierra Leona que jugaba en la posición de centrocampista.

## Carrera

### Club
| Periodo   | Club                       |
| --------- | -------------------------- |
| 1998–2003 | Tadamon Sour               |
| 2001–2003 | → Hamburger SV (cedido)    |
| 2001–2003 | → Hamburger SV II (cedido) |
| 2003–2007 | SC Freiburg                |
| 2007–2009 | 1. FC Köln                 |
| 2009–2013 | Shandong Luneng Taishan    |
| 2014      | Jiangsu Sainty             |
| 2015      | Hangzhou Greentown         |
| 2016–2017 | Tadamon Sour               |

### Selección nacional

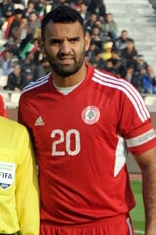
Antar con en 2015

Jugó para Líbano en 82 ocasiones de 1998 a 2016 y anotó 20 goles; participó en la Copa Asiática 2000 y en los Juegos Asiáticos de 1998.

### Entrenador
| Periodo   | Club               |
| --------- | ------------------ |
| 2017–2019 | Racing Club Beirut |
| 2020      | Líbano sub-23      |
| 2020-2021 | Al Ahed            |

## Vida personal
Su hermano Faisal Antar también jugó para Líbano en la copa Asiática 2000.

## Logros

### Jugador
Hamburger SV
- DFB-Ligapokal: 2003

SC Freiburg
- 2. Bundesliga: 2002–03

Shandong Luneng Taishan
- Chinese Super League: 2010

### Individual
- Equipo Histórico de Líbano por la IFFHS.[12]
- Mejor Jugador de la Liga Premier de Líbano: 2000–01[13]
- Equipo Ideal de la Liga Premier de Líbano: 1999–2000,[14] 2000–01[15]

## Estadísticas
| Selección | Año   | Apariciones | Goles |
| --------- | ----- | ----------- | ----- |
| Líbano    | 1998  | 3           | 0     |
| Líbano    | 1999  | 6           | 0     |
| Líbano    | 2000  | 10          | 3     |
| Líbano    | 2001  | 7           | 6     |
| Líbano    | 2002  | 4           | 3     |
| Líbano    | 2003  | 0           | 0     |
| Líbano    | 2004  | 4           | 3     |
| Líbano    | 2005  | 0           | 0     |
| Líbano    | 2006  | 0           | 0     |
| Líbano    | 2007  | 2           | 1     |
| Líbano    | 2008  | 1           | 0     |
| Líbano    | 2009  | 2           | 0     |
| Líbano    | 2010  | 0           | 0     |
| Líbano    | 2011  | 4           | 1     |
| Líbano    | 2012  | 5           | 1     |
| Líbano    | 2013  | 5           | 0     |
| Líbano    | 2014  | 1           | 1     |
| Líbano    | 2015  | 7           | 1     |
| Líbano    | 2016  | 4           | 0     |
| Total     | Total | 65          | 20    |

| N.º | Fecha               | Sede                                                | Rival                  | Marcador | Resultado | Torneo                                               |
| --- | ------------------- | --------------------------------------------------- | ---------------------- | -------- | --------- | ---------------------------------------------------- |
| 1   | 25-5-2000           | King Abdullah Stadium, Amán, Jordania               | Kirguistán             | 2–0      | 2–0       | Campeonato de la WAFF 2000                           |
| 2   | 25-6-2000           | Tripoli Municipal Stadium, Trípoli, Líbano          | Kuwait                 | 2–1      | 3–1       | Amistoso                                             |
| 3   | 8-8-2000            | Camille Chamoun Sports City Stadium, Beirut, Líbano | Omán                   | 1–1      | 1–2       | Amistoso                                             |
| 4   | 25-4-2001           | Tripoli Municipal Stadium, Trípoli, Líbano          | Filipinas              | 1–0      | 3–0       | Amistoso                                             |
| 5   | 15-5-2001           | Beirut Municipal Stadium, Beirut, Líbano            | Sri Lanka              | 1–0      | 4–0       | Clasificación para la Copa Mundial de Fútbol de 2002 |
| 6   | 15-5-2001           | Beirut Municipal Stadium, Beirut, Líbano            | Sri Lanka              | 2–0      | 4–0       | Clasificación para la Copa Mundial de Fútbol de 2002 |
| 7   | 17-5-2001           | Beirut Municipal Stadium, Beirut, Líbano            | Tailandia              | 1–0      | 1–2       | Clasificación para la Copa Mundial de Fútbol de 2002 |
| 8   | 26-5-2001           | Suphachalasai Stadium, Bangkok, Tailandia           | Pakistán               | 3–1      | 8–1       | Clasificación para la Copa Mundial de Fútbol de 2002 |
| 9   | 26-5-2001           | Suphachalasai Stadium, Bangkok, Tailandia           | Pakistán               | 4–1      | 8–1       | Clasificación para la Copa Mundial de Fútbol de 2002 |
| 10  | 24-12-2002          | Al-Sadaqua Walsalam Stadium, Kuwait City, Kuwait    | Yemen                  | 1–0      | 4–2       | Copa de Naciones Árabe 2002                          |
| 11  | 24-12-2002          | Al-Sadaqua Walsalam Stadium, Kuwait City, Kuwait    | Yemen                  | 2–1      | 4–2       | Copa de Naciones Árabe 2002                          |
| 12  | 24-12-2002          | Al-Sadaqua Walsalam Stadium, Kuwait City, Kuwait    | Yemen                  | 3–1      | 4–2       | Copa de Naciones Árabe 2002                          |
| 13  | 31 de marzo de 2004 | Chùa Cuõi Stadium, Nam Định, Vietnam                | Vietnam                | 1–0      | 2–0       | Clasificación para la Copa Mundial de Fútbol de 2006 |
| 14  | 9-6-2004            | Beirut Municipal Stadium, Beirut, Líbano            | Maldivas               | 2–0      | 3–0       | Clasificación para la Copa Mundial de Fútbol de 2006 |
| 15  | 8-9-2004            | Rasmee Dhandu Stadium, Malé, Maldivas               | Maldivas               | 5–0      | 5–2       | Clasificación para la Copa Mundial de Fútbol de 2006 |
| 16  | 8-10-2007           | Saida Municipal Stadium, Sidón, Líbano              | India                  | 1–1      | 4–1       | Clasificación para la Copa Mundial de Fútbol de 2010 |
| 17  | 6-9-2011            | Camille Chamoun Sports City Stadium, Beirut, Líbano | Emiratos Árabes Unidos | 3–1      | 3–1       | Clasificación para la Copa Mundial de Fútbol de 2014 |
| 18  | 11-9-2012           | Camille Chamoun Sports City Stadium, Beirut, Líbano | Irán                   | 1–0      | 1–0       | Clasificación para la Copa Mundial de Fútbol de 2014 |
| 19  | 5-5-2014            | Rajamangala Stadium, Bangkok, Tailandia             | Tailandia              | 5–1      | 5–2       | Clasificación para la Copa Asiática 2015             |
| 20  | 12-11-2015          | Saida Municipal Stadium, Sidón, Líbano              | Laos                   | 2–0      | 7–0       | Clasificación para la Copa Mundial de Fútbol de 2018 |